# Full Moon Party

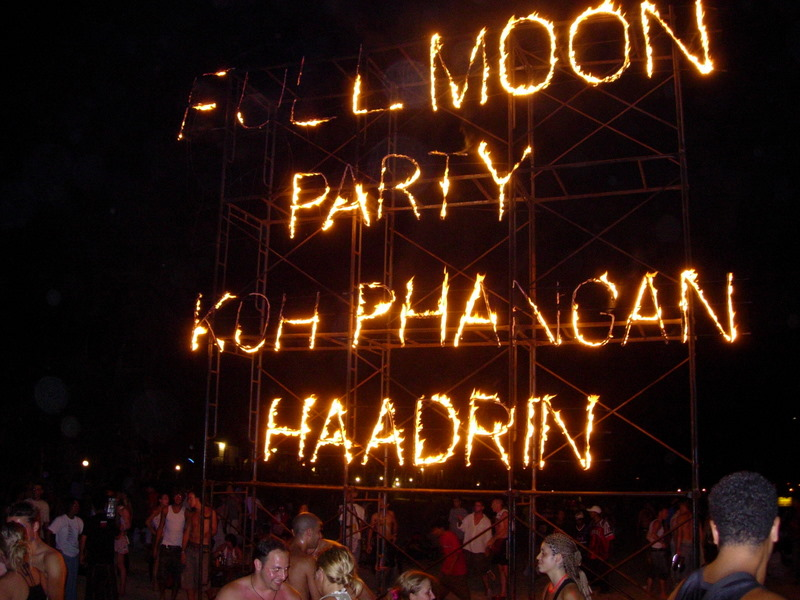
Brinnande skylt för Full Moon Party 2005.

Full Moon Party (Fullmånsfesten) är en strandfest på ön Koh Phangan i Thailand.
Festen är varje fullmåne, om det inte är en buddhistisk högtidsdag. Den månatliga fullmånefestivalen äger rum på fullmånens natt, men ibland en natt tidigare eller senare.
Musiken på Full Moon party är framför allt psykedelisk trance men även techno, drum and bass, reggae och på senare år även kommersiell dansmusik.